# Atterraggio zero
Atterraggio zero (Экипаж) è un film del 1979 diretto da Aleksandr Naumovič Mitta. Questo fu il primo film catastrofico girato nell'Unione Sovietica. Nel 2016, è uscito il remake del film, ovvero The Crew - Missione impossibile.

## Trama
Il film inizia con i problemi familiari del comandante della troupe Andrey Vasilyevich Timchenko (Georgy Zhzhenov), in cui Natasha, una studentessa, è rimasta incinta, ma si rifiuta di sposare il padre del bambino e, nonostante la difficile gravidanza, decide di partorire. A caccia, incontra la sua vecchia amica e sua nipote, Tamara (Alexandra Yakovlev). La ragazza cerca sé stessa nella vita, cerca di diventare un'attrice, ma non supera la competizione. Tamara conosce bene l'inglese e Timchenko le offre un lavoro come assistente di volo su linee internazionali e prende il suo equipaggio. Un altro membro dell'equipaggio, l'ingegnere di volo Igor Skvortsov (Leonid Filatov), un uomo affascinante, cambia le ragazze una dopo l'altra. Cerca il favore di Tamara. La ragazza si innamora davvero di Igor. Ma non intende accettare legami familiari. Nel frattempo, a Mosca, Skvortsov incontra per caso Valentin Nenarokov (Anatoly Vasilyev), un ex membro del loro equipaggio, e si rende conto che anche lui ha problemi in famiglia: Valentin, avendo sposato una ragazza di una città di provincia, ha lanciato un distaccamento aereo per lei è entrato nella piccola aviazione come pilota di elicottero, ma la vita familiare non ha funzionato. Sebbene Valentin si comporti come un marito e un padre ideale, sua moglie Alevtina molesta sia lui sia il figlio Alik con continue molestie e crisi isteriche. Alik (Roma Monin) soffre di una grave balbuzie sullo sfondo di una difficile situazione familiare. Alla fine, Valentin chiede il divorzio, ma il bambino rimane con sua madre per decisione del tribunale. Dopo il divorzio, Alevtina ammette che la ragione del suo comportamento inadeguato è che non ha mai amato suo marito, ha sposato un bel pilota per vanità che ha abbandonato tutto per lei, e di conseguenza è anche profondamente infelice. Dopo un'altra commissione medica annuale, i medici tradiscono il copilota dell'equipaggio Mikhail (Yuri Gorobets) per motivi di salute. Skvortsov chiede a Timchenko di aiutare Nenarokov a tornare alla grande aviazione. Timchenko è d'accordo. C'è un divario tra Skvortsov e Tamara: Tamara, soffrendo per la riluttanza di Igor a stabilirsi, trova una delle sue precedenti passioni, a seguito della quale decide di rompere con Skvortsov, che a quanto pare non cambierà mai. Continuano a lavorare nella stessa troupe, Igor si rende conto gradualmente che non vuole perdere Tamara perché la ama, chiede alla ragazza di tornare e addirittura propone, ma l'orgogliosa Tamara rifiuta. Prima di unirsi alla nuova squadra, tornare alla grande aviazione e trovare un secondo vento dei Nenarokov, quando viene a trovare Alik, scopre che l'Alevtina sposata ha costretto il figlio a chiamare il padre del suo nuovo marito. Tuttavia, tratta bene il figliastro e Alya è felice del suo secondo matrimonio... Nenarokov soffre perché ha perso un figlio... tuttavia, quando si lascia, Alik riesce a sussurrare a Valentina che si ricorda di essere il suo vero padre e lo ama. Timchenko, osservando la relazione tra Skvortsov e Tamara, decide di rimuovere Igor dall'equipaggio e avverte che Skvortsov sta volando con questo equipaggio per l'ultima volta. La seconda parte del film inizia con il decollo del Tupolev Tu-154 della Aeroflot in viaggio verso la città montagnosa di Bidri, che si trova da qualche parte in Asia, per un'evacuazione di soccorso. Quando arrivano all'aeroporto di Bidri, scoprono che è mezza distrutta, a causa di terremoti. Dopo, un altro terremoto ha colpito sia la città, sia l'aeroporto. Tutto intorno è in fiamme, la pista è danneggiata, rendendo impossibile agli aerei di decollare. Un Boeing ha provato a decollare, ma senza successo. Dall'altra parte della città, una colata detritica investe tutta Bidri. Il decollo è necessario per l'evacuazione, quindi usano la pista di rullaggio come una pista di decollo. L'aereo è riuscito a decollare e la città di Bidri viene distrutta dal fuoco. L'evacuazione è completata e tutti i passeggeri e i piloti dirigono verso l'aeroporto di Mosca-Šeremet'evo, ma il peggio deve ancora venire. Durante il decollo, la parte di coda dell'aereo viene danneggiata dalla caduta di un supporto di illuminazione demolito da un'onda sismica: il volante in altezza è parzialmente bloccato, si forma una crepa nella fusoliera davanti alla presa d'aria, a seguito della quale la cabina è depressurizzata. L'aereo va a un'altitudine di diversi chilometri, la temperatura scende bruscamente in cabina, la gente soffoca per mancanza di ossigeno. Il comandante ordina di rifiutare urgentemente e di trasferire i bambini in un salone intatto. Ma non basta: l'aereo non potrà atterrare con un buco nella fusoliera e con il volante rotto. Skvortsov propone un piano di salvataggio: è necessario tagliare il sigillante dell'aereo, passare attraverso un foro nella presa d'aria dell'aereo ed eliminare il danno. Timchenko, diffidando di Skvortsov, invia prima Nenarokov al corpo. Nenarokov elimina il buco, ma non può continuare a lavorare a causa di un grave congelamento. Viene sostituito da Starlings: uscendo sul rivestimento di linea e lanciando una lima sul volante, rende l'aereo controllabile. Gli storni, come Nenarokov, sono gravemente congelati. Mentre l'aereo inizia la discesa, polizia e soccorsi sono nella pista nel caso che l'atterraggio non andasse a buon fine. L'aereo finalmente atterra, ma scoprono che i freni non funzionano. Quindi decidono di andare con gli inversori di spinta, ma si rompe la coda dell'aereo, mandandola in fiamme. L'aereo riesce comunque a fermarsi e tutti sono salvi. Dopo aver rimosso le persone dalla coda dell'aereo, Timchenko atterra e salva così tutti i passeggeri. Starlings, sceso sulla terra, cerca di riconciliarsi con Tamara, rendendosi finalmente conto che lei è il suo vero amore. L'equipaggio è sottoposto a visita medica e ora Timchenko è sospeso dai voli. Ha un attacco di cuore. In ospedale, riceve la visita del suo equipaggio, così come Natasha con la nipote già adulta. Igor Skvortsov, venuto dal comandante, riferisce che lui e Tamara stanno andando all'anagrafe per fare domanda. E Valentin, che ama i bambini, presta attenzione a Natasha. Il disastro unisce tutti. Nella scena finale appare il decollo di un nuovo Tupolev Tu-154 e la voce di Tamara dice "Il comandante di volo Nenarokov Valentin Georgievich".